# Popolazione
Una popolazione è l'insieme delle persone che vivono in uno stesso territorio e differisce dal popolo che, invece, indica una comunità con lingua, tradizioni e cultura in comune. Le caratteristiche numeriche dei sottoinsiemi, possono contribuire alla descrizione di una popolazione. Le variazioni di popolazione attraverso il tempo sono oggetto di studio della demografia. In ecologia e più in generale in biologia la popolazione è l'insieme degli individui della medesima specie che popolano lo stesso ecosistema; vedi popolazione biologica.

## Storia
La popolazione del nostro pianeta ha raggiunto i 7 miliardi di abitanti nel 2011 arrivando a 8 miliardi nel 2022. Non è possibile prevedere con sufficiente precisione quali mutamenti economici, sociali e culturali si verificheranno nel mondo nel lungo periodo per stabilire future evoluzioni demografiche.
La crescita della popolazione è caratterizzata da ritmi molto elevati negli ultimi due secoli e solo negli ultimi decenni ha rallentato (o si è quasi arrestata) nei paesi sviluppati e accenna a rallentare in alcuni fra i paesi meno sviluppati pur rimanendo globalmente ingente. In passato, la crescita è stata generalmente più lenta, ma ha comunque conosciuto dei cambi di velocità. Non è facile ricostruire con esattezza la storia della popolazione mondiale. Oggi in quasi tutti i paesi del mondo si svolgono più o meno regolarmente (in Italia, a partire dal 1861, ogni dieci anni) dei censimenti della popolazione che i governi organizzano con grande impegno.
Tuttavia, ancora oggi, non dappertutto i censimenti si svolgono con la necessaria regolarità. Per esempio, ci sono paesi nei quali non vengono eseguiti perché un gruppo dominante religioso, etnico, linguistico, sociale vuole nascondere il fatto che un altro gruppo è cresciuto di più e potrebbe quindi avanzare delle rivendicazioni. Ma, soprattutto, il censimento generale della popolazione, eseguito con metodi scientifici, è uno strumento moderno che si è affermato negli ultimi due secoli (anche se non mancano illustri precedenti nella Roma antica o nell'impero cinese).
Una decisa ripresa, con l'inizio di un altro balzo, si ebbe verso la fine del Settecento. In poco meno di due secoli, fra il 1800 e il 1992, la popolazione del mondo si è quasi sestuplicata. Ma la crescita non è stata uguale per tutti i continenti. In Europa la popolazione è cresciuta di circa tre volte e mezzo (ma la crescita demografica è cominciata prima ed è stata inizialmente più impetuosa rispetto ad altri continenti), in Asia di cinque volte, in Africa di più di sei.
Le Americhe fanno storia a sé. Conobbero un pauroso declino demografico fra il Cinquecento e il Seicento, dopo la conquista europea, quando le popolazioni native vennero sterminate soprattutto dalle malattie arrivate dall'Europa. Si pensi che la popolazione del Perù raggiunse solo nella prima metà del Novecento il livello che aveva attorno al 1490. Ancora all'inizio dell'Ottocento, le Americhe non ospitavano più di 24 milioni di persone. Questa cifra si è moltiplicata per più di 30 in meno di due secoli a causa dell'arrivo in America di coloni europei e di un tasso di natalità elevato, accompagnato, in Nord America e in alcune zone del Sud America, da un tasso di mortalità contenuto o particolarmente basso.
In particolare l'America Latina è passata da 19 milioni di abitanti nel 1800 a 543 nel 2003.
La Cina è uno dei paesi più popolosi al mondo dall'età del bronzo, il suo peso demografico rispetto al totale mondiale salì a livelli massimi tra il Cinquecento e il Seicento (soprattutto in virtù del crollo della popolazione di mesoamerica e Perù), oggi però il suo primato va diminuendo, soprattutto per la crescita esponenziale e incontrollata dei paesi dell'Asia meridionale come India e Pakistan. Inoltre l'Africa subsahariana era relativamente poco popolata fino al XIX secolo, mentre oggi la percentuale di africani incide sempre più sul totale mondiale.
La crescita demografica degli ultimi 300 anni è un fenomeno senza precedenti, la cui portata e i cui effetti sfuggono in buona parte alla nostra attuale comprensione. L'ambiente naturale della terra ne è risultato completamente trasformato, ampi territori che mai avevano conosciuto l'aratro sono stati non solo trasformati in zone coltivate, ma colonizzati e urbanizzati, completamente trasformati dall'azione umana e occupati dalla nostra specie come luogo di residenza, svago, produzione industriale o alimentare.
Si pensi che, probabilmente, la maggioranza dell'umanità è vissuta tra il 1700 e il 2010 piuttosto che nei 140 000 anni precedenti.

### L'agricoltura
Fra i 7 000 e gli 11 000 anni fa venne fatta una delle più rivoluzionarie invenzioni: l'agricoltura. Per coltivare i campi, gli uomini abbandonarono il nomadismo e divennero sedentari. A causa dell'agricoltura e dell'allevamento fu possibile garantire una base alimentare a un maggior numero di persone e la popolazione della Terra raggiunse, duemila anni fa, i 200 milioni di abitanti. Lo sviluppo dell'agricoltura permise anche la nascita delle prime città, la cui sopravvivenza era garantita proprio dalle risorse agricole.

### La Rivoluzione industriale
Nei secoli successivi la popolazione della Terra ebbe oscillazioni dovute all'alternarsi di periodi di benessere e periodi di carestia. Fame, pestilenze, e guerre avevano decimato le popolazioni. Ma intorno alla metà del Settecento la situazione cambiò radicalmente perché allo sviluppo dell'agricoltura si unì la Rivoluzione industriale.
In Europa e nell'America Settentrionale, pur tra molte disparità sociali, i progressi dell'industria migliorarono le condizioni di vita delle famiglie: le abitazioni diventarono più calde e igieniche, l'alimentazione più varia e completa, le carestie più rare. In seguito, la medicina fece passi da gigante e diminuì la mortalità, sia quella assoluta sia quella durante il primo anno di vita. Fino agli anni recenti, la crescita della popolazione è avvenuta nei paesi in cui lo sviluppo economico era maggiore.

## Distribuzione non uniforme

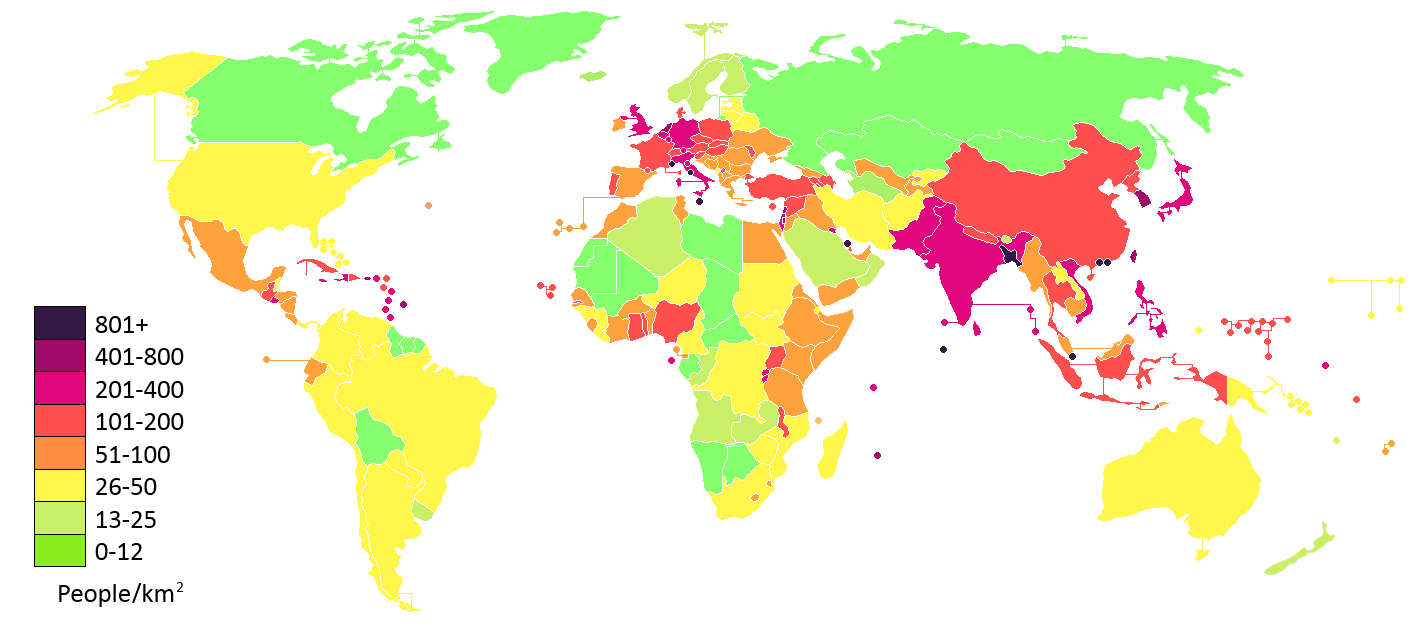
Densità della popolazione mondiale

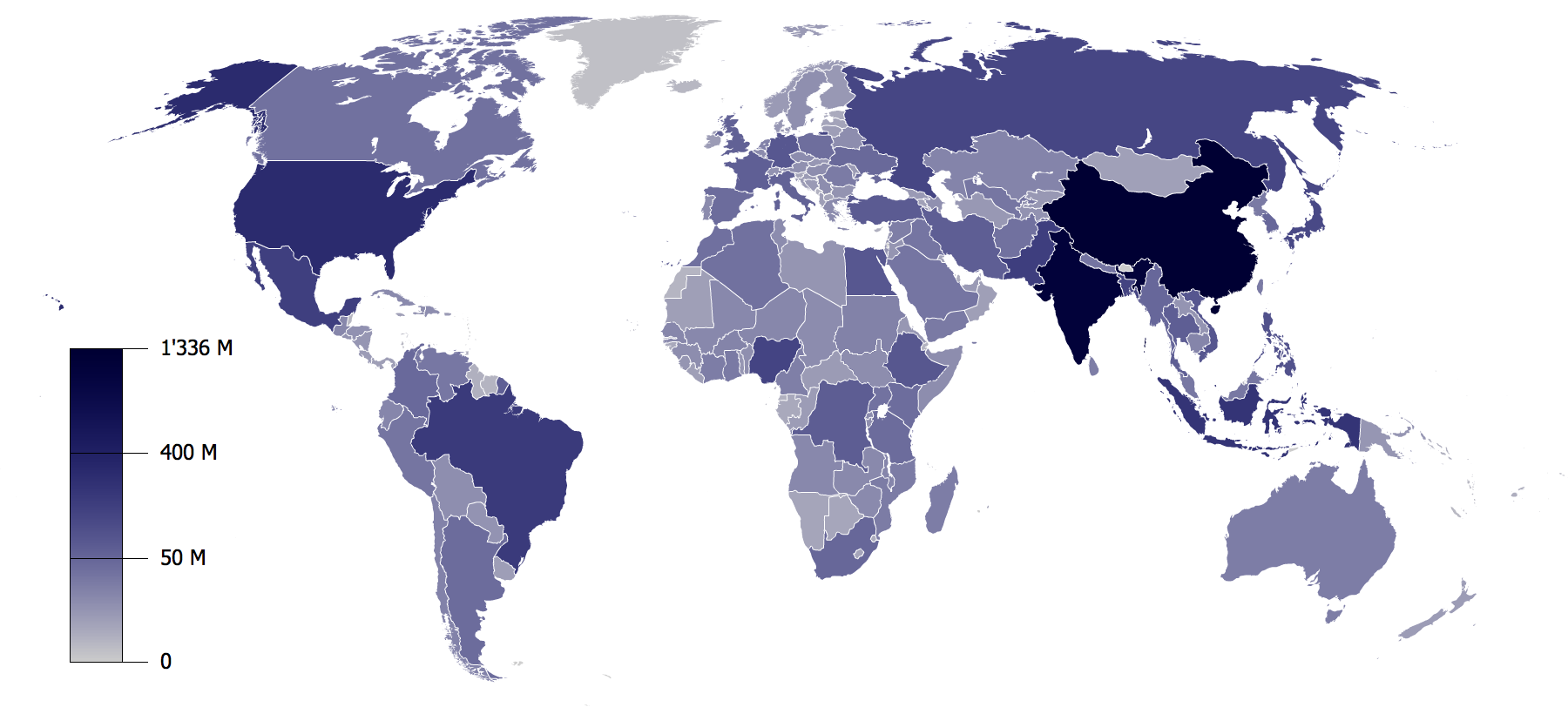
Distribuzione della popolazione mondiale.

Quasi tutta l'umanità vive concentrata su poco più di un sesto delle terre emerse. Alcuni fattori hanno condizionato in passato, e in parte condizionano ancora oggi, il popolamento. In effetti, la distanza dall'Equatore porta verso le regioni a clima temperato e monsonico dove si concentra una buona parte dell'umanità. Sono le regioni in cui l'agricoltura si è sviluppata con buoni risultati fin dall'antichità. Verso i Poli, per il grande freddo, la popolazione diminuisce rapidamente.
Un secondo fattore è la distanza del mare e dei grandi corsi d'acqua. In tutti i continenti il popolamento è molto elevato lungo le coste dei mari e degli oceani, mentre diminuisce man mano che ci si allontana dalla costa e dall'acqua.
Un terzo fattore è l'altitudine. Il popolamento più fitto si trova nelle aree di pianura, mentre le montagne e gli altopiani elevati, freddi e di difficile coltivazione, hanno sempre respinto gli uomini.
Infine, gli insediamenti dipendono dalle risorse che ogni ambiente offre e che gli uomini sono in grado di sfruttare. In effetti, le steppe aride, i terreni gelati, i luoghi desertici e privi di vie d'acqua, i territori scarsi di risorse alimentari hanno in passato respinto gli uomini. Oggi il popolamento dipende, per le diverse forme che assume, anche dal grado di sviluppo economico delle varie aree del mondo.
Si può dire che il mondo sia diviso da una linea immaginaria, orizzontale, che separa le nazioni ricche ed evolute nel Nord e quelle povere e in via di sviluppo nel Sud della Terra. Le differenze nel livello di vita generano flussi migratori dai luoghi più miseri verso quelli più ricchi. 
Questo fenomeno accade anche all'interno di ogni stato, ricco o povero: le popolazioni tendono in genere a concentrarsi nelle aree urbane, abbandonando così le campagne.

### Dove la Terra è molto popolata
L'emisfero boreale è più popolato di quello australe. Però aree molto abitate si alternano ovunque ad aree poco popolate. La maggior densità demografica si trova in tre aree. La prima è situata in Asia e si estende tra la pianura del fiume Indo e quella del fiume Gange includendo Pakistan, India e Bangladesh, dove vivono circa un miliardo e ottocento milioni di persone; dall'altro lato sono intensamente popolate aree della Cina e del Giappone e, più a Sud, dell'Indocina e dell'Indonesia. In totale, l'area monsonica asiatica accoglie più della metà della popolazione mondiale. L'insediamento umano risale a migliaia di anni fa, quando si svilupparono antiche civiltà dedite alla coltivazione del riso, che ancora oggi è la risorsa alimentare di base delle popolazioni asiatiche.
La seconda area con elevate densità abitative è l'Europa, e in particolar modo l'Europa occidentale. La zona può includere anche la Turchia, a volte considerata parte dell'Europa a volte no, ma in questo caso facente parte di quest'area a elevata densità abitativa; area che passa gli 800 milioni di abitanti. Una terza area fittamente abitata è l'America Settentrionale, in particolar modo la parte orientale della stessa, dove, oltre che per il clima temperato e le favorevoli risorse ambientali, la popolazione è cresciuta per motivi storici derivanti sia dall'immigrazione europea sia dallo sviluppo industriale e urbano. Non comparabile comunque la densità abitativa di quest'area alle prime due.

### Dove la Terra è poco popolata
Ci sono spazi immensi dove gli uomini abitano poco o nulla. Si tratta di luoghi necessari all'equilibrio globale della Terra, ma inospitali. Però anche in queste zone vi sono insediamenti di popolazioni che hanno saputo convivere con le difficilissime condizioni di vita. Le foreste tropicali, per esempio, hanno un clima caldo-umido, il suolo è invaso da una fittissima vegetazione spontanea e nelle vastissime paludi ci sono insetti che rendono l'ambiente malsano (zanzare portatrici di malaria, di febbre gialla ecc.). Tuttavia, anche in questo ambiente si sono insediate varie popolazioni, molte delle quali rischiano oggi l'estinzione per la distruzione del loro habitat provocata dallo sfruttamento delle risorse di quelle terre vergini.
Le zone aride e desertiche hanno piogge così scarse che i lunghi periodi di siccità rendono quasi impossibile l'agricoltura. Anche qui, tuttavia, sono riusciti a vivere popoli in grado di sfruttare le misere coltivazioni delle oasi e popoli nomadi, dediti alla pastorizia e al commercio (come i Tuareg del Sahara). Le zone montane offrono un habitat adatto all'uomo solo alle quote inferiori ai 2000 metri. Vi sono però popoli che vivono sull'altopiano del Tibet, in Asia, a più di 5000 metri di quota, testimoni, con i loro templi, di civiltà antichissime; inoltre, le popolazioni andine abitano gli altopiani della Cordigliera delle Ande a oltre 4000 metri di altezza. Gli immensi spazi glaciali dell'Artide e dell'Antartide, fondamentali per la regolazione del clima della Terra, sono inospitali, anche se nelle regioni artiche del Canada, dell'Europa e della Groenlandia vivono le popolazioni Inuit e lappone, organizzate in piccole comunità dedite alla caccia e alla pesca.

## L'urbanizzazione
La crescita delle città costituisce uno dei fenomeni più importanti della nostra epoca: in tutto il mondo la popolazione tende a concentrarsi negli insediamenti urbani e già oggi più della metà degli abitanti della Terra vive nelle città, mentre all'inizio dell'Ottocento i cittadini erano solo 5 persone ogni 100.
Nei Paesi meno sviluppati, la popolazione urbana cresce a un ritmo tre volte superiore rispetto ai Paesi sviluppati. C'è però una grande differenza tra quanto accade nei paesi ricchi e in quelli poveri. Nei paesi ricchi l'urbanizzazione è frutto dello sviluppo: le città offrono posti di lavoro e un modo di vita per molti più interessante. Dove la società è più ricca ed evoluta si sta anzi delineando una tendenza contraria: attività industriali, aree commerciali e zone residenziali si spostano dalla città verso altri luoghi. È il decentramento urbano. Numerose fabbriche sono sorte in zone agricole, perché le reti telematiche e i trasporti veloci tendono ad annullare le distanze. In aree extraurbane, talvolta in aperta campagna, sono sorti grandi centri commerciali e insediamenti residenziali. Nei paesi poveri, invece, le grandi masse che si accalcano nelle sterminate periferie delle città, inseguono solo la speranza, spesso solo illusoria, di migliorare la propria esistenza.

### Le grandi concentrazioni urbane
Si definisce metropoli quella città che estende la propria influenza a vaste regioni che la circondano: la metropoli di Houston, in USA, si estende per 1500 chilometri quadrati, quella di Pechino, in Cina, per 16000. Le metropoli hanno una popolazione elevata, spesso superano i 10 milioni di abitanti, e un'alta densità di abitanti (per esempio, 14 000 abitanti per chilometro quadrato a Tokyo).
Diversa dalla metropoli è la conurbazione, che si è realizzata dove i centri urbani, con le proprie cinture di città satelliti, si sono congiunti senza perdere la propria identità e autonomia. La conurbazione è una configurazione territoriale più vasta e complessa di una singola città. Nelle regioni in cui diverse conurbazioni si sono saldate, si sono formate le megalopoli, costituite da serie di città di varie dimensioni, tra cui si allargano anche aree non edificate ricoperte di boschi e parchi, zone agricole dove si coltivano ortaggi e frutta destinati al consumo degli abitanti. Il territorio della megalopoli è molto articolato e alterna aree urbane a spazi agricoli, industriali, ricreativi.
La più grande megalopoli si è formata nel Nord-Est degli Stati Uniti, sulla costa atlantica, lungo l'asse Washington - Boston. Essa è lunga circa 600 chilometri, larga circa 200. Conta circa 50 milioni di abitanti, con una densità media di 300 persone per chilometro quadrato. Comprende altre importanti città come New York, Filadelfia, Baltimora: in totale 30 aree urbane. 
La megalopoli chiamata "San San" da San Francisco a San Diego, si affaccia per 800 chilometri di lunghezza sulla costa dell'Oceano Pacifico, in California. La megalopoli di ChiPitts, da Chicago a Pittsburgh, è disposta invece lungo i grandi laghi centrali. Una grande megalopoli è quella del Tōkaidō, in Giappone; anch'essa è sorta lungo il mare e si sviluppa per circa 300 chilometri.
In Italia si parla ancora, talvolta, della possibilità di "fondere" in una maniera comparabile con quella descritta sopra le città di Torino e Milano, che rappresentano due delle aree più industrializzate e più ricche di servizi del Paese. Infatti, in entrambe le città è in corso un processo di decentralizzazione, che porta gli abitanti dei due capoluoghi di regione a spostarsi verso le aree più periferiche, e in particolare verso i comuni limitrofi che ormai costituiscono nella maggior parte dei casi un unicum con il comune cittadino; fatto che non si verifica invece, per esempio, con la città di Roma, i cui confini comunali corrispondono ai confini dell'agglomerato urbano in maniera molto più spiccata che nel caso delle due città del nord.
Tuttavia, la consistente distanza che separa le due realtà (più di 100 chilometri), sebbene per di sé potrebbe non costituire una limitazione, unita al fatto che gran parte del territorio compreso tra esse sia adibito ancora principalmente ad un uso agricolo più tradizionale, seppur con tutti i vantaggi della modernizzazione delle rispettive tecniche di utilizzo (si pensi alle risaie vercellesi), con piccole realtà comunali posizionate in ordine relativamente sparso per la pianura, ma senza grandi centri urbani e senza un sistematico piano di organizzazione del territorio, rendono questa possibilità più un progetto sulla carta che una possibile realtà sostanziale, perlomeno nel breve e nel medio termine. D'altro canto la stessa fattibilità del progetto, così come la sua sostenibilità ecologica e la sua convenienza anche al di là dell'aspetto economico, possono essere argomento di discussione.
Per quanto riguarda l'Italia meridionale si osservano importanti conurbazioni come quella di Napoli per la Campania e quella di Catania per la Sicilia, in cui le due città hanno di gran lunga superato i confini comunali per inglobare parecchie cittadine limitrofe.

### La città nei paesi sottosviluppati
Molte città dei paesi sottosviluppati hanno un'origine coloniale e furono fondate dagli europei dal nulla o sostituendo gli insediamenti precedenti. Queste città sorsero lungo le coste o sulle foci dei grandi fiumi perché servivano da punti di raccolta delle materie prime che provenivano dall'interno. Perciò le attività urbane si concentravano intorno alle funzioni del commercio e del trasporto delle merci. Nei centri cittadini abitavano gli europei, e alcune famiglie ricche locali associate alle attività dei conquistatori. I centri storici sono quindi molto simili a quelli delle città europee, soprattutto nell'America Meridionale, dove giunse l'azione colonizzatrice della Spagna e del Portogallo. Le città dei paesi sottosviluppati sono divise in due settori del tutto diversi. C'è il settore moderno, con alcuni grattacieli, sedi normalmente di banche o compagnie internazionali, strade ampie e intasate di traffico, alberghi di lusso per i turisti stranieri.
Nel settore tradizionale della città, invece, le case sono malandate, pullulano gli artigiani, i lustrascarpe, i piccoli commercianti adagiati sugli scalini di qualche casa. Colori, odori, oggetti di ogni tipo si mescolano e la confusione è sempre grandissima. La pulizia delle strade è scarsa e le auto circolanti sono vecchie e malandate. La maggior parte della popolazione vive negli insediamenti abusivi che circondano l'area edificata centrale. Si tratta di costruzioni temporanee, innalzate dagli abitanti stessi e fatte con mezzi di fortuna: lamiere ondulate, cartone, legno, ferro, taniche di plastica.
Mancano l'acqua corrente, le fognature, la scuola, i negozi alimentari; può essere invece rimarchevole il fatto che, molto più spesso, è presente almeno un televisore, segno che l'impatto della telecomunicazione che caratterizza la realtà moderna inizia a essere presente anche nelle realtà meno agiate. Sono le baraccopoli che prendono nomi suggestivi: favelas in Brasile, villas miseria in Argentina, bustess in India. Queste periferie brulicanti sono estesissime e ospitano più di metà della popolazione urbana dei paesi sottosviluppati.

## Aspetti demografici

### Le dinamiche demografiche
La Terra non è sempre stata popolata come oggi. All'inizio del 1900, il nostro pianeta aveva circa un miliardo e seicento milioni di abitanti. La popolazione mondiale per migliaia di anni era rimasta stazionaria: poi si è avviata una lenta crescita proseguita con alti e bassi fino al 1700. In seguito è diventata sempre più intensa e oggi esiste il problema della crescita eccessiva.
Normalmente la popolazione cresce di più dove le risorse sono abbondanti e dove l'economia più sviluppata ha migliorato le condizioni di vita. Infatti, nel corso della storia i grandi mutamenti hanno avuto profonde conseguenze sul movimento demografico.

### Nascite e morti nei paesi ricchi
Nei paesi ricchi le condizioni di vita sono migliori. La popolazione vive più a lungo e la durata media della vita supera i 70 anni. La mortalità è bassa, inferiore ai 10 per mille, il che significa che su mille abitanti ogni anno ne muoiono meno di dieci. Una bassa mortalità dovrebbe provocare un aumento della popolazione. Invece nei paesi ricchi non avviene così, perché un altro fenomeno contrasta questo aumento: le coppie decidono di avere pochi figli e le famiglie sono piccole. Per via della ridotta natalità, in assenza di flussi migratori in ingresso, la situazione demografica potrebbe peggiorare con una riduzione della popolazione presente sul territorio, dando vita a pericolosi mutamenti sociali ed economici.
Un altro fenomeno, dovuto all'innalzamento della speranza di vita, è l'invecchiamento della popolazione, cioè la crescita del numero delle persone anziane rispetto a quelle giovani. L'aumento degli anziani provoca molte conseguenze sociali importanti e richiederà presto l'implementazione di correttivi per riequilibrare la distribuzione dei carichi di lavoro e delle risorse.

### Nascite e morti nei paesi sottosviluppati
Nei paesi più poveri, sia la mortalità sia la natalità sono molto elevate. In molti stati dell'America Meridionale, dell'Africa, dell'Asia la natalità supera il 30 per mille. La mortalità rimane alta, malgrado i progressi della medicina, e la durata della vita media, che non supera i 50 anni, è molto più breve di quella dei paesi ricchi. Su questi valori bassi incide la mortalità infantile, provocata dall'insufficiente nutrizione e dalla scarsa igiene personale durante il periodo dello svezzamento. Tuttavia la popolazione cresce a ritmi frenetici. In Brasile oltre un quarto degli abitanti ha meno di 15 anni e la popolazione è, complessivamente, giovane. Il peso degli abitanti dei paesi in via di sviluppo sull'intera popolazione della Terra è in forte crescita.
L'incremento demografico nei paesi poveri deriva dalle mancate rivoluzioni e cambiamenti culturali e sociali o anche solamente politiche degli stati atte a diminuire il numero della prole (vedasi la politica del figlio unico in Cina) che hanno provocato nei paesi più sviluppati un forte declino della natalità. Per i paesi in via di sviluppo è stato più facile importare medicinali dai paesi sviluppati che trasformare i propri modelli di vita legati a precise culture. Di notevole importanza politica è l'aumento della popolazione nei paesi poveri in quanto potrebbe portare a futuri conflitti per appropriarsi delle riserve idriche o alimentari (la situazione dei paesi che si affacciano sul [Lago Vittoria] è particolarmente critica, in questo senso).
Tuttavia l'aumento della popolazione nei paesi in via di sviluppo non è necessariamente un problema: il caso dell'India, che possiede la manodopera più giovane del mondo, ne è l'esempio, con tassi di crescita economica del 9,4% nel 2007.
In un complesso mondiale comunque, nascono 3 individui ogni secondo e ne muoiono circa 2,6.

### Le politiche demografiche

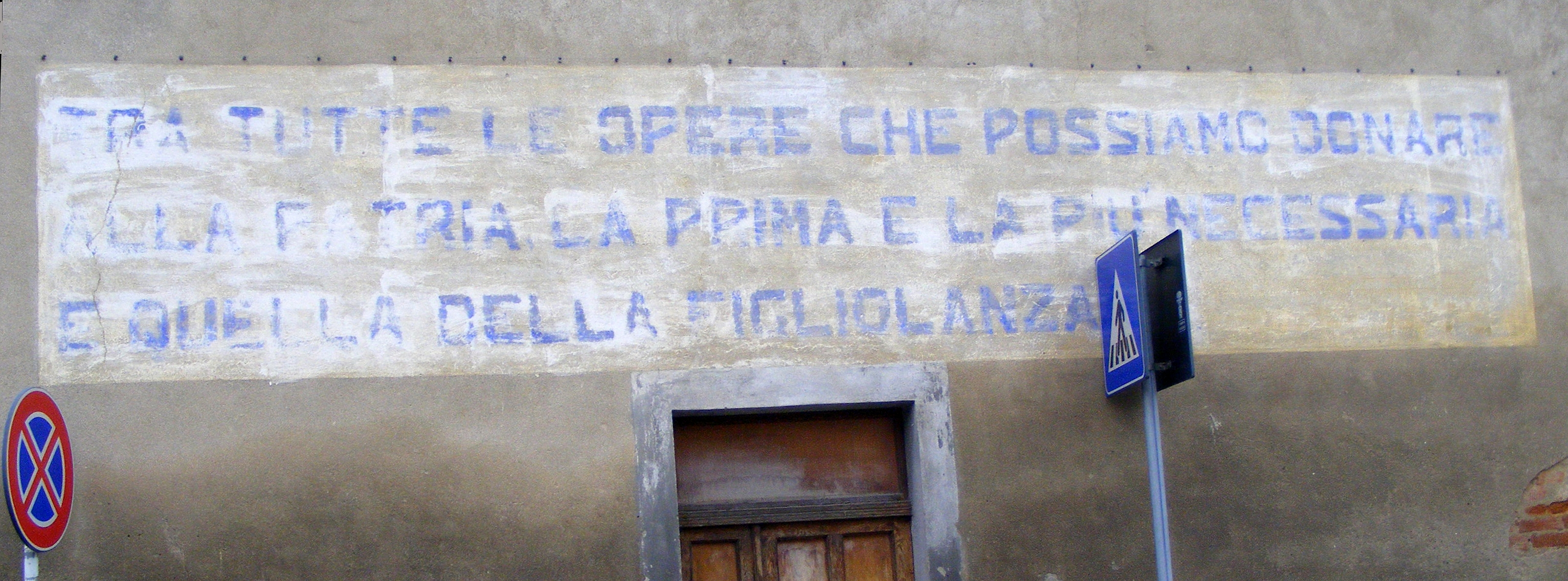
Viguzzolo (AL): slogan propagandistico di epoca fascista a favore della natalità

I governi degli stati realizzano una politica demografica quando vogliono esercitare un'influenza sulla struttura spontanea della popolazione per farla aumentare o per non farla aumentare eccessivamente. 
In alcuni paesi europei (Francia, Belgio, Germania, Paesi Bassi), per esempio, i governi hanno incentivato le nascite con sostegni economici alle famiglie numerose. In alcuni paesi in via di sviluppo, invece, si cerca di ridurre le nascite. Per esempio, la Cina ha deciso di pianificare le nascite, anche perché ha una popolazione che supera il miliardo di persone. Si è così passati a una media di sei figli per donna a una media di tre e sono state approvate leggi che danno incentivi economici alle famiglie con un solo figlio e invece impongono tasse o altre punizioni alle famiglie che ne hanno tre o più.